# Греттруп, Гельмут
Гельмут Греттруп (нем. Helmut Gröttrup; 12 февраля 1916, Кёльн — 4 июля 1981, Мюнхен) — немецкий инженер-ракетчик, специалист по системам управления, заместитель доктора Штейнхофа (руководителя группы управления баллистических и управляемых ракет в Пенемюнде). Возглавлял группу немецких специалистов ракетчиков, вывезенных в 1946 г. из Германии на остров Городомля на озере Селигер.
После возвращения в 1953 г. в Западную Германию внес значительный вклад в современные информационные технологии идентификации данных клиента с помощью электронных чипов.

## Биография

### В Германии

#### Учёба
В 1935—1939 годах учился в Берлинском техническом университете в Шарлоттенбурге.

#### Работа в нацистской Германии
С декабря 1939 года Гельмут Греттруп вместе с Вальтером Дорнбергером и Вернером фон Брауном работал в немецкой ракетной программе V–2 в армейском научно–исследовательском центре Пенемюнде.
В 1941—1945 гг. — начальник отдела по системам управления и метрологии в Пенемюнде.
С октября 1943 года находится под наблюдением СД. Однажды был получен отчёт о том, как он, его жена Ирмгард и его коллега Клаус Ридель вечером дома у инженера высказывали сожаление, что они не работают над космическим кораблём и все они полагают, что война не идёт хорошо. Это расценивалось как «пораженческие настроения». Об этих высказываниях доложила молодая женщина-стоматолог, бывшая одновременно агентом СС.
15 марта 1944 г., Г. Греттруп был арестован гестапо по обвинению в саботаже вместе с Вернером фон Брауном, Магнусом фон Брауном и Клаусом Риделем. В вину арестованным ставились "пораженческие настроения" и нежелание работать над баллистической ракетой Фау-2 (А4). Две недели содержался в камере гестапо в Штеттине (ныне Щецин, Польша).
Освобождены они были только по личной просьбе Дорнбергера к Генриху Мюллеру.

#### В послевоенной Германии
В 1945 Греттруп был перемещен американцами в Витценхаузен (город в американской оккупационной зоне) для отправки в США. Но затем он неожиданно вступил в контакт с русскими специалистами, прибывшими в Германию для организации работ по изучению немецкой ракетной технологии.
Вот как описывает этот эпизод Борис Евсеевич Черток в своей книге «Ракеты и Люди»:

— Уже через неделю мы получили через новую «женскую» агентуру донесение, что с нами хочет встретиться жена немецкого специалиста фрау Греттруп.
Встреча состоялась вблизи самой границы. Ирмгардт Греттруп — высокая блондинка в спортивно-дорожном светлом костюме — явилась с сыном лет восьми. «На случай неприятностей я объясню, что гуляли и заблудились».
Сразу дала понять, что вопрос решает не муж, а она. Она якобы ненавидела фашизм. Даже подвергалась арестам. Гельмут тоже. Но они хотят знать, что русские им обещают.
Гельмут Греттруп, по её словам, был заместителем фон Брауна по радиоуправлению ракетами и вообще электрическим системам. Он готов перейти к нам при условии полной свободы. Я сказал, что мне надо получить согласие генерала из Берлина и только после этого мы дадим ответ. Но мы бы предварительно хотели встретиться с господином Греттрупом. Фрау сказала, что надо торопиться, через неделю или две их могут уже отправить в США.
Через три дня, конечно без согласия Берлина, мы осуществили переброску всей семьи: папы, мамы и двух детей Греттрупов.

…..

Греттруп был явно лучше других информирован о всех делах Пенемюнде, был близок к фон Брауну и очень скептически отозвался о немецком контингенте нашего института «Рабе», кроме Магнуса и Хоха. Остальных он просто не знал. Чтобы не разжигать страсти, мы договорились, что при институте создаем специальное «Бюро Греттруп». Его первая задача — составление подробного отчета о разработках ракеты А-4 и других, которые велись в Пенемюнде.

Также была предпринята попытка перевезти в советскую зону и Вернера фон Брауна. 
В своих воспоминаниях Черток рассказал, что Греттруп со смехом отреагировал на идею переманить фон Брауна, потому что «фон Браун боялся русских гораздо больше, чем англичан, из-за использования труда советских военнопленных на строительстве и эксплуатации их на подземных заводах по производству ФАУ-2».
И, поскольку американцы охраняли фон Брауна, от попытки вывоза отказались.
В институт Нордхаузен (советский институт в Германии) вошли три завода по сборке ракет Фау-2, институт «Рабе», завод «Монтания».
Директором этого института стал Л. М. Гайдуков, С. П. Королёв был назначен главным инженером, а В. П. Глушко возглавил отдел по изучению двигателей Фау-2
Советские специалисты совместно с немецкими специалистами из группы Греттрупа занялись восстановлением оборудования и документации по проектам Вернера фон Брауна.

### В СССР
22 октября 1946 года группа из более чем 170 немецких ученых и инженеров (Греттруп и сотрудники института Рабе) была перемещена в Советский Союз.
В 1946 г. он стал сотрудником филиала № 1 НИИ-88 на острове Городомля на Селигерском озере.
В 1947 г. благодаря усилиям группы Греттрупа и советских специалистов во главе с С. П. Королевым начались испытания Фау-2 на полигоне Капустин Яр. 18 октября 1947 года в 10 часов 47 минут по московскому времени произведен первый старт баллистической ракеты в СССР. Ракета поднялась на высоту 86 километров и, разрушившись при входе в плотные слои атмосферы, достигла поверхности Земли в 274 километрах от старта с отклонением около 30 км от цели**. Первая серия пусков была произведена с 18 октября по 13 ноября 1947 года. В этот период были запущены 11 ракет (по другим данным 10) ФАУ-2, из которых 9 достигли цели (хотя и с большим отклонением от заданной траектории) и 2 потерпели аварию.
В 1947 г. руководитель проекта баллистической ракеты среднего радиуса действия Г-1.
В 1948 г. руководитель проекта «улучшенной Г-1».
Руководитель проекта Г-2 (Р-12) (не путать с отечественной Р-12 более позднего периода).
Руководитель проекта Г-4 (Р-14) (не путать с отечественной Р-14 более позднего периода).
Руководитель проекта крылатой ракеты Г-5 (Р-15).

### Возвращение из СССР в Западную Германию
В ноябре 1953 г., после завершения работ и истечения срока действия подписки о неразглашении, Г. Греттруп был выпущен из Советского Союза. Вот как описывает эти события Борис Евсеевич Черток в своей книге «Ракеты и Люди» со слов дочери Гельмута Греттрупа Урсулы:

После первой обработки родителей американцы заявили, что они им создадут необходимые условия для работы, но не в Западном Берлине, а в Кёльне. 

Вместо работы в Западной Германии американцы предложили Греттрупу контракт на работу по ракетной тематике в США. Он сказал, что должен посоветоваться с женой. Имгардт Греттруп заявила, что с неё достаточно ракетной техники в России, никуда из Германии она не поедет и Америка ей не нужна. Несмотря на уговоры, Греттрупы категорически отказались ехать в США. Через шесть часов их просто выставили на улицу из роскошных апартаментов вместе с вороном.

Вся его дальнейшая научная деятельность в Германии уже не была связана с космонавтикой. Он добился больших успехов в совершенно новой области — информатике (см. следующий раздел).
Гельмут Греттруп умер от рака 5 июля 1981 г. в г. Мюнхен.

## Вклад в современные информационные технологии
Вернувшись в Германию, он работал в SEL (Standard Elektrik Lorenz) в Штутгарте (1955—1958).
В 1957 году он начинает увлекаться информатикой (совместно с профессором Карлом Стейнбухом), а затем начинает заниматься кодированием систем доступа. В 1966 он изобрел и запатентовал устройство «Identifikationsschalter» (DE1524695) для идентификации клиента. Он разработал одним из первых электронное устройство, хранящее информацию о клиенте. Вместе с Юргеном Детлоффом в 1968 году он зарегистрировал патент на смарт-карты (DE 1945777) C3, но патент был выдан только в 1982 году. Он заложил основы хранения идентификационных данных на интегральных схемах (сейчас это используется в SIM картах мобильных телефонов, кредитных и дебетовых пластиковых картах), а также беспроводной передачи этих данных, что привело впоследствии к технологии RFID. С 1970 в компании Giesecke & Devrient он разрабатывал устройство обработки банкнот, а также вел работы, которые заложили основу для создания современных смарт-карт и систем учёта.

## Оценки вклада в советскую космическую программу
С самого начала руководство советской космической программы делало ставку на самостоятельные разработки и воспитание собственных специалистов по ракетной технике. Поэтому ни один из проектов группы Греттрупа в СССР не мог быть доведен до реализации.
Имеется много противоречивых оценок деятельности немецких специалистов и их вклада в развитие советской ракетной техники.
Достаточно объективно работа немецких специалистов оценивается в книге Бориса Чертока «Ракеты и Люди».

## Воспоминания жены
В Германии были изданы воспоминания жены Греттрупа о пребывании в СССР.
В частности, они содержат такие описания условий жизни немецких специалистов на острове Городомля и их общения с советскими специалистами и местными жителями:

… По воскресеньям мы катались на лодке. Мы перемещались по озеру в поисках новых деревень с целью узнать побольше о местных гостеприимных крестьянах, которые были рады поделиться тем, что могли предложить: — густым сливочным молоком, хлебом и сыром. Они накрывают в столовой, единственном помещении в доме, кроме спальни и кухни. Белоснежная герань растет перед окнами. В одном углу лампада перед иконами, а в другом углу «Батюшка» (Сталин) закреплен на стене рядом с семейными фотографиями погибших на войне. Пока мы сидим там, Петер (сын Греттрупов) играет на улице с деревенскими детьми, наблюдая за копчением сала и гоняет куриц и гусей. В минувшее воскресенье, когда мы все смотрели, как они играют, я сказала: «Мы могли бы жить мирно, если бы не было войны…»